# Évaillé
 Évaillé  es una población y comuna francesa, situada en la región de Países del Loira, departamento de Sarthe, en el distrito de Mamers y cantón de Saint-Calais.

## Demografía
| 580 | 502 | 445 | 365 | 351 | 314 |
| Para los censos de 1962 a 1999 la población legal corresponde a la población sin duplicidades (Fuente: INSEE [Consultar]) |     |     |     |     |     |